# 호로 (프로게이머)
호로(본명: 조재환, 1996년 9월 21일 ~ )는 대한민국의 전직 리그 오브 레전드 프로게이머이다. 선수 시절 아이디는 H0R0였으며 포지션은 정글이었다.

## 선수 시절
2012년 2월, 제닉스 스톰에 입단하면서 프로 커리어를 시작했다. 스프링 시즌 팀의 4강 진출에 기여했다. 2012년 5월에는 2팀이었던 템페스트로 자리를 옮겼다. 2012년 11월, 제닉스 스톰에 다시 합류했다.
2012년 12월, SK텔레콤 T1 S에 입단했다. SK텔레콤에서 팀의 주전 정글러로 활동하면서 좋은 모습을 보여주었다. 2013 서머 시즌에는 팀 정비 문제 휴식을 취했으며 2013-2014 윈터 시즌에 다시 출전했다. 하지만 서머 시즌 좋지 못한 모습을 보여주었다.
2014년 10월, 밀레니엄에 입단했다. 하지만 팀은 강등되었다.
2014년 12월, MeetYourMakers에 입단했다.
2015년 7월, 유니콘즈 오브 러브에 입단했다.

## 수상 내역
- SK텔레콤 LTE-A LoL 마스터즈 2014 준우승